# Lista de personagens de 9-1-1
9-1-1 é uma série de televisão americana que começou a ser transmitida em 3 de janeiro de 2018 na FOX.

## Visão geral
| Ator                  | Personagem             | Temporadas       | Temporadas       | Temporadas            | Temporadas       | Temporadas       |
| Ator                  | Personagem             | 1                | 2                | 3                     | 4                | 5                |
| Elenco Principal      | Elenco Principal       | Elenco Principal | Elenco Principal | Elenco Principal      | Elenco Principal | Elenco Principal |
| --------------------- | ---------------------- | ---------------- | ---------------- | --------------------- | ---------------- | ---------------- |
| Angela Bassett        | Athena Grant           | Principal        | Principal        | Principal             | Principal        | Principal        |
| Peter Krause          | Bobby Nash             | Principal        | Principal        | Principal             | Principal        | Principal        |
| Oliver Stark          | Evan "Buck" Buckley    | Principal        | Principal        | Principal             | Principal        | Principal        |
| Aisha Hinds           | Henrietta "Hen" Wilson | Principal        | Principal        | Principal             | Principal        | Principal        |
| Kenneth Choi          | Howie "Chimney" Han    | Principal        | Principal        | Principal             | Principal        | Principal        |
| Rockmond Dunbarcomo   | Michael Grant          | Principal        | Principal        | Principal             | Principal        | Principal        |
| Connie Britton        | Abigail "Abby" Clark   | Principal        |                  | Participação Especial |                  |                  |
| Corinne Massiah       | May Grant              | Recorrente       | Principal        | Principal             | Principal        | Principal        |
| Marcanthonee Jon Reis | Harry Grant            | Recorrente       | Principal        | Principal             | Principal        | Principal        |
| Jennifer Love Hewitt  | Maddie Kendall         |                  | Principal        | Principal             | Principal        | Principal        |
| Ryan Guzman           | Eddie Diaz             |                  | Principal        | Principal             | Principal        | Principal        |
| Gavin McHugh          | Christopher Diaz       |                  | Recorrente       | Principal             | Principal        | Principal        |
| John Harlan Kim       | Albert Han             |                  |                  | Recorrente            | Principal        | Participação     |
| Elenco recorrente     |                        |                  |                  |                       |                  |                  |
| Mariette Hartley      | Patricia Clark         | Recorrente       |                  |                       |                  |                  |
| Cocoa Brown           | Carla Price            | Recorrente       | Recorrente       | Participação          | Recorrente       |                  |
| Tracie Thoms          | Karen Wilson           | Recorrente       | Recorrente       | Recorrente            | Recorrente       | Participação     |
| Alex Loynaz           | Terry Flores           | Recorrente       | Recorrente       | Participação          | Does not appear  | Does not appear  |
| Abby Brammell         | Eva Mathis             | Recorrente       | Participação     | Does not appear       | Does not appear  | Does not appear  |
| Declan Pratt          | Denny Wilson           | Participação     | Recorrente       | Recorrente            | Recorrente       | Recorrente       |
| Debra Christofferson  | Susan "Sue" Blevins    | Participação     | Recorrente       | Recorrente            | Recorrente       | Participação     |
| Bryan Safi            | Josh Russo             | Does not appear  | Recorrente       | Recorrente            | Recorrente       | Recorrente       |
| Chiquita Fuller       | Linda Bates            | Does not appear  | Recorrente       | Recorrente            | Recorrente       | Recorrente       |
| Tiffany Dupont        | Ali Martin             | Does not appear  | Recorrente       | Does not appear       | Does not appear  | Does not appear  |
| Jonathan Grebe        | John                   | Does not appear  | Recorrente       | Participação          | Does not appear  | Does not appear  |
| Ana Mercedes          | Isabel Diaz            | Does not appear  | Recorrente       | Participação          | Participação     | Does not appear  |
| Devin Kelley          | Shannon Diaz           | Does not appear  | Recorrente       | Participação          | Does not appear  | Does not appear  |
| Rick Chambers         | Dwight                 | Does not appear  | Recorrente       | Does not appear       | Participação     | Does not appear  |
| Lou Ferrigno, Jr.     | Tommy Kinard           | Does not appear  | Recorrente       | Does not appear       | Does not appear  | Does not appear  |
| Brian Hallisay        | Douglas "Doug" Kendall | Does not appear  | Recorrente       | Does not appear       | Does not appear  | Does not appear  |
| Claudia Christian     | Elaine Maynard         | Participação     | Participação     | Recorrente            | Participação     | Participação     |
| Michelle Bernard      | Carol Branford         | Does not appear  | Participação     | Recorrente            | Participação     | Does not appear  |
| Megan West            | Taylor Kelly           | Does not appear  | Participação     | Does not appear       | Recorrente       | Participação     |
| Ronda Rousey          | Lena Bosko             | Does not appear  | Does not appear  | Recorrente            | Does not appear  | Does not appear  |
| Ellen Hollman         | Tara                   | Does not appear  | Does not appear  | Recorrente            | Does not appear  | Does not appear  |
| Scott Speiser         | Vincent                | Does not appear  | Does not appear  | Recorrente            | Does not appear  | Does not appear  |
| Sean Kleier           | Greg                   | Does not appear  | Does not appear  | Recorrente            | Does not appear  | Does not appear  |
| Leonard Roberts       | Ronnie Cooper          | Does not appear  | Does not appear  | Recorrente            | Does not appear  | Does not appear  |
| Chris Wu              | Policial Williams      | Does not appear  | Does not appear  | Recorrente            | Recorrente       | Participação     |
| Christian Keyes       | Dr. Calloway           | Does not appear  | Does not appear  | Recorrente            | Does not appear  | Does not appear  |
| Ashwin Gore           | Jamal Momed            | Does not appear  | Does not appear  | Recorrente            | Recorrente       | Participação     |
| La Monde Byrd         | Dr. David Hale         | Does not appear  | Does not appear  | Participação          | Recorrente       | Recorrente       |
| Gabrielle Walsh       | Ana Flores             | Does not appear  | Does not appear  | Participação          | Recorrente       | Recorrente       |
| Noah Bean             | Jeffrey Hudson         | Does not appear  | Does not appear  | Participação          | Does not appear  | Recorrente       |
| Margot Terry          | Nia Wilson             | Does not appear  | Does not appear  | Does not appear       | Recorrente       | Does not appear  |
| Andi Chapman          | Diedra                 | Does not appear  | Does not appear  | Does not appear       | Recorrente       | Does not appear  |
| Marsha Warfield       | Antonia "Toni" Wilson  | Does not appear  | Does not appear  | Does not appear       | Recorrente       | Participação     |
| Anirudh Pisharody     | Ravi Panikkar          | Does not appear  | Does not appear  | Does not appear       | Participação     | Recorrente       |
| Carly Nykanen         | Lila Risco             | Does not appear  | Does not appear  | Does not appear       | Does not appear  | Recorrente       |

## Elenco Principal
- Angela Bassett como Athena Grant [1]
- Peter Krause como  Bobby Nash
- Oliver Stark como Evan "Buck" Buckley [2]
- Aisha Hinds como Henrietta "Hen" Wilson
- Kenneth Choi como Howie "Chimney" Han
- Rockmond Dunbarcomo Michael Grant
- Connie Britton como Abby Clark
- Jennifer Love Hewitt como Maddie Kendall
- Ryan Guzman como Eddie Diaz
- Corinne Massiah como May Grant
- Marcanthonee Jon Reis as Harry Grant
- Gavin McHugh como Christopher Diaz